# Територіальні претензії щодо Курильських островів

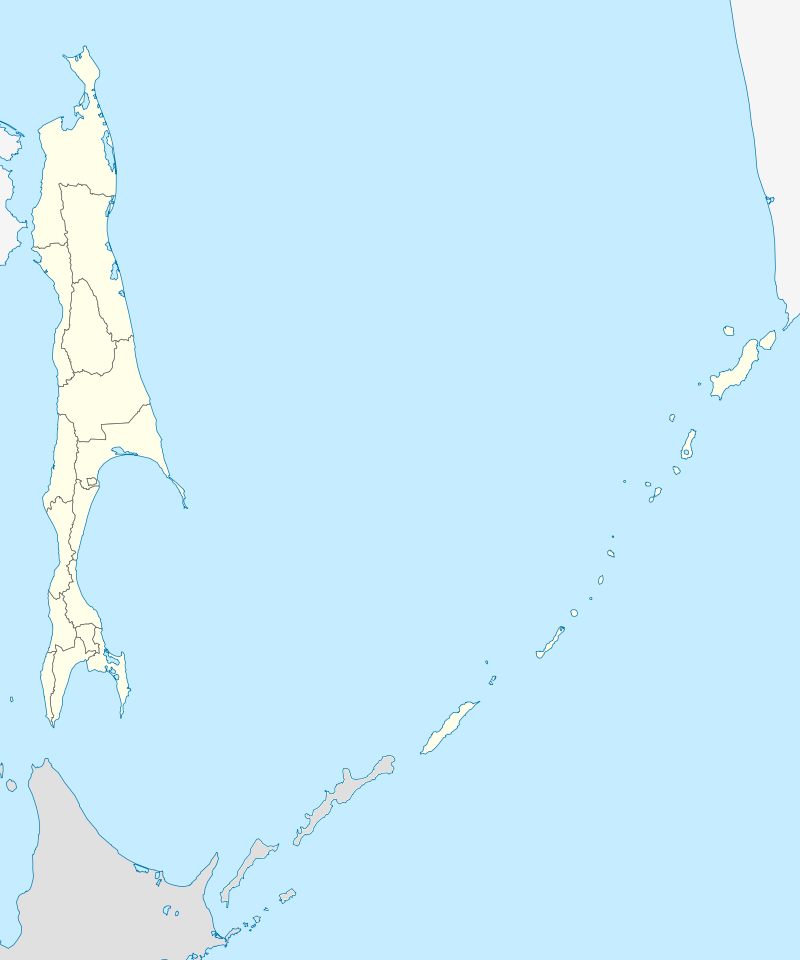
Карта Сахалінської області згідно з позицією Японії

44°06′ пн. ш. 146°42′ сх. д. / 44.1° пн. ш. 146.7° сх. д.
Територіальні претензії щодо Курильських островів (яп. ほっぽうりょうどもんだい) або Пробле́ма півде́нних Кури́льських острові́в (рос. Проблема южных Курильских островов) — територіальна прикордонна суперечка між Японією та Росією щодо приналежності південних островів Курильської гряди — Ітурупа, Кунашира, Шикотана і Хабомай. Виникла в результаті окупації островів радянськими військами в 1945 року під час японсько-радянської війни, складової Другої світової війни. До окупації острови входили до області Немуро префектури Хоккайдо, Японія. Після окупації вони були інкорпоровані до складу Південнокурильського району Сахалінської області РСФСР. Японія не визнає російського суверенітету над островами і вважає їх своїми. Зокрема, під час підписання Сан-Франциського мирного договору 1951 року із союзниками, Японія відмовилася від Курил та Південного Сахаліну, однак не визнала радянського суверенітету над ними. СРСР, правонаступником якого є Росія, Сан-Франциський договір не підписав, вважаючи Курили своїми на підставі домовленостей союзників в ході Другої світової війни. Вирішення суперечки в міжнародних судових інстанціях блокується Росією. Територіальний диспут є головною перепоною для укладання мирного договору між Японією і Росією після Другої світової війни, стримуючи розвиток японсько-російських відносин.
.

## Історія
Виникла в результаті окупації островів радянськими військами в 1945 року під час японсько-радянської війни, складової Другої світової війни. До окупації острови входили до області Немуро префектури Хоккайдо, Японія. Після окупації вони були інкорпоровані до новоутвореної Південносахалінської області. Яка була 1947 р. об'єднана із Сахалінською. Невдовзі всі спірні острови, крім Ітурупу, увійшли до складу Южно-Курильського району, а Ітуруп — до Курильського району Сахалінської області РРФСР.
Японія не визнає російського суверенітету над Південними Курильськими островами і вважає їх своїми. Зокрема, під час підписання Сан-Франциського мирного договору 1951 року із союзниками, Японія відмовилася від Курил та Південного Сахаліну, однак не визнала радянського суверенітету над ними. СРСР, правонаступником якого є Росія, Сан-Франциський договір не підписав, вважаючи Курили своїми на підставі домовленостей союзників в ході Другої світової війни. Вирішення суперечки в міжнародних судових інстанціях блокується Росією. Територіальний диспут є головною перепоною для укладання мирного договору між Японією і Росією після Другої світової війни, стримуючи розвиток японсько-російських відносин.
Європейський парламент в резолюції «Відносини між ЄС, Китаєм і Тайванем і безпеку на Далекому Сході», ухваленого 7 липня 2005 року закликав Росію повернути Японії окуповані території — південнокурильські острови.
Уряд США підтримує Японію в цій суперечці і визнає суверенітет Японії над «Північними територіями».
21 березня 2022 р. МЗС РФ заявило, що РФ не має наміру продовжувати з Японією перемовини щодо мирного договору, зокрема повідомило про припинення безвізового режиму між південними Курильскими островами та Японією та вихід Росії з діалогу про налагодження спільної господарської на південних Курилах. Такі дії є реакцією Російської сторони на запровадження Японією санкцій щодо Росії через російське вторгнення в Україну в 2022 році.
25 березня 2022 р. Росія розпочала військові навчання з участю понад 3000 військовослужбовців і сотень транспортних засобів на Курильських островах, зокрема на спірних островах.
В чернетці нового випуску «Синя книга дипломатії» (урядовий довідник про зовнішню політику Японії), з'явилось формулювання, що Токіо офіційно називатиме південні Курильські острови споконвічною територією Японії, що знаходяться під незаконною окупацією.
7 жовтня 2022 року Верховна Рада України визнала, що Росія окупувала Північні території Японії.
За проєкт постанови № 8108 в цілому проголосували 287 депутатів при мінімально необхідних 226, передають Українські Новини.
Згідно з ухваленою заявою, Рада: заявляє про підтримку позиції Японії щодо її Північних територій;
визнає, що зазначені території продовжують перебувати під окупацією РФ;
закликає міжнародне співтовариство продовжити вживати всіх можливих заходів для договірно-правового оформлення статусу Північних територій Японії;
звертається до Організації Об'єднаних Націй, Європейського Парламенту, Парламентської асамблеї Ради Європи, Парламентської асамблеї НАТО, Парламентської асамблеї ОБСЄ, Парламентської асамблеї ГУАМ, національних парламентів іноземних держав про послідовну підтримку та відповідні дії щодо врегулювання статусу Північних територій Японії.

## Хронологія
- 1855: встановлення двосторонніх відносин між Японією і Росію. За Сімодським трактатом Південні Курили визнавалися японськими, а Середні та Північні Курили  — російськими. Кордон між обома державами проходив між островами Уруп та Ітуруп. Сахалін визнавався спільним володінням.
- 1875: підписання обмінного Санкт-Петербурзького договору. Японія отримувала всі Курильські острови за передачу Південного Сахаліну Росії.
- 1905: підписання Портсмутського договору за результатами японсько-російської війни. Японія отримала територію Південного Сахаліну.
- 1941: підписано японсько-радянський пакт про нейтралітет.
- 1945: односторонній розрив пакту про нейтралітет Радянським Союзом, початок радянсько-японської війни. СРСР окуповує Південний Сахалін та всі Курили.
- 1946: одностороннє включення Курил і Південного Сахаліну до складу СРСР, депортація японського населення на Хоккайдо.
- 1951: укладання Сан-Франциського мирного договору між Японією і союзниками в Другій світовій війні. СРСР підписати відмовився.
- 1956: підписання радянсько-японської декларації. СРСР пообіцяв повернути Японії Шикотан і острови Хабомай з Південних Курил після підписання мирного договору, але договору підписано не було.

## Цікаві факти
- 21 травня 1938 року в Римсько-католицькій церкві була утворена «Апостольська префектура Карафуто»[7] (лат. Apostolica Praefectura Karafutoensis), яка поширювалася на терени колишньої японської префектури Карафуто й входила до складу Іркутської діоцезії святого Йосипа на території Росії. Останнім Іркутську діоцезію очолював єпископ-поляк Єжи Мазур[pl], що носив титул «ординарій єпископа святого Йосипа й адміністратор префектури Карафуто». МЗС Росії негативно розцінило використання в єпископській титулатурі японської назви «Карафуто», й 2002 року заборонило Мазуру в'їзд до країни «з метою збереження безпеки РФ»[8]. Після цього 10 квітня 2002 року апостольська префектура Карафуто була перейменована на «Південно-Сахалінську»[ru] (лат. Apostolica Praefectura Sachaliniana Meridionalis) з прямим підпорядкуванням Ватикану[7].